# Stefano Dionisi
Pour les articles homonymes, voir Dionisi.
Stefano Dionisi est un acteur italien, né le 1er octobre 1966 à Rome.

## Biographie
Stefano Dionisi fréquente l'école de théâtre La Scaletta à Rome, où il étudie sous la direction de l'acteur Antonio Pierfederici. Il fait ses débuts à la télévision en 1986 dans le téléfilm Rose de Tomaso Sherman. En 1990, il fait ses débuts au cinéma en incarnant le fiancé de Nastassja Kinski dans le film Il Segreto de Francesco Maselli. Il rencontre alors l'actrice Chiara Caselli, qui partagera sa vie plusieurs années.
En 1994, avec le film Padre e figlio, Stefano Dionisi s'impose comme l'un des acteurs italiens les plus convaincants de sa génération. La même année, il obtient le rôle-titre dans Farinelli, de Gérard Corbiau. Le tournage nécessite plusieurs mois de préparation, puisque l'acteur ne parle pas un mot de français. Le succès du film lui permet alors d'entamer une carrière internationale.
En 1995, Stefano Dionisi épouse la productrice américaine Annie Stewart. Le couple donne naissance à un fils, Milo, avant de divorcer.
En 1998, Stefano Dionisi participe à un spot de sensibilisation contre la faim dans le monde (Telefood Appeal Against World Hunger) et il prête également son image à une campagne contre les mines anti-personnel.
En 2015, il publie un livre intitulé La barca dei folli. Viaggio nei vicoli bui della mia mente, dans lequel il raconte son combat contre la dépression et son expérience en hôpital psychiatrique.

## Filmographie

### Télévision
- 1986 : Rose
- 1989 : È proibito ballare
- 1990 : Pronto soccorso
- 1990 : Mort à Palerme (La Piovra 5 - Il cuore del problema) : Stefano, fils de Davide
- 1995 : La Bible: Joseph (Joseph) : Pharaon (Ahmôsis Ier)
- 1999 : La vita che verrà : Pietro
- 2000 : Sans famille : Georg von Strauberg
- 2004 : Renzo e Lucia : Don Rodrigo
- 2004 : Virginia, la monaca di Monza : Paolo Osio
- 2005 : Lucia : Eugenio
- 2007 : L'ultimo dei Corleonesi : Luciano Liggio
- 2007 : Caccia segreta : Bramante
- 2009 : David Copperfield : Edward Murdstone

### Cinéma
- 1990 : Il segreto de Francesco Maselli : Carlo'
- 1990 : Tracce di vita amorosa
- 1992 : Sabato italiano : Ricky
- 1992 : Verso sud : Eugenio
- 1992 : Lettera da Parigi : Marco
- 1992 : Leise Schatten : Paul
- 1993 : 80mq : (segment "Bisbigli")
- 1993 : Mille bolle blu : Antonio
- 1993 : La ribelle : Franchino
- 1994 : Padre e figlio : Gabriele
- 1994 : Farinelli : Carlo Broschi (Farinelli)
- 1995 : Fugueuses : Eugenio
- 1996 : Correre contro : Pablo
- 1996 : L'arcano incantatore de Pupi Avati : Giacomo Vigetti
- 1996 : Pereira prétend (Sostiene Pereira) : Monteiro Rossi
- 1996 : Bámbola : Flavio
- 1997 : Notti di paura : Eduard
- 1997 : La Trêve (La Tregua) : Daniele
- 1998 : Alexandria Hotel
- 1998 : Claudine's Return : Stefano Mauri
- 1998 : L'albero delle pere : Roberto
- 1999 : La Fin de l'innocence sexuelle (The Loss of Sexual Innocence) : Luca
- 1999 : Les Enfants du siècle : Pietro Pagello
- 1999 : Une chanson d'amour et de mort (Gloomy Sunday - Ein Lied von Liebe und Tod) : András
- 2000 : Il partigiano Johnny : Johnny
- 2000 : Lupo mannaro : Rago
- 2000 : Il prezzo : Romano
- 2001 : Le Sang des innocents (Non ho sonno) : Giacomo
- 2002 : Ginostra : Giovanni Gigli
- 2004 : Ovunque sei : Leonardo
- 2005 : Raul - Diritto di uccidere : Raul
- 2005 : La porta delle sette stelle
- 2006 : Antonio Vivaldi, un prince à Venise : Antonio Vivaldi
- 2007 : Family game: Se una vita non basta : Vittorio
- 2007 : Last Minute Marocco : Giorgio
- 2008 : Il sangue dei vinti
- 2021 : Tre piani de Nanni Moretti
- 2025 : Fuori de Mario Martone

## Publication
- (it) La barca dei folli. Viaggio nei vicoli bui della mia mente, Collana Strade blu (Non fiction), Milano, Mondadori, 2015,  (ISBN 978-88-04-65647-0).
- (fr) Jeudi, le jour du barbier[5], traduction de Mireille Liber, Bruxelles, Accro Editions, Collection Visages, 2022,  (ISBN 978-2-931137-05-5)

## Distinctions
- Prix David di Donatello en 1994.